# 10330 Durkheim
10330 Durkheim eller 1991 GH3 är en asteroid i huvudbältet som upptäcktes den 8 april 1991 av den belgiske astronomen Eric W. Elst vid La Silla-observatoriet. Den är uppkallad efter fransmannen Émile Durkheim.
Den tillhör asteroidgruppen Astraea.